# Ку-е-Бігарок-Музан
Ку-е-Бігарок-Музан (фр. Coux et Bigaroque-Mouzens) — муніципалітет у Франції, у регіоні Нова Аквітанія, департамент Дордонь. Ку-е-Бігарок-Музан утворено 1 січня 2016 року шляхом злиття муніципалітетів Ку-е-Бігарок i Музан. Адміністративним центром муніципалітету є Ку-е-Бігарок. Населення — 1223 особи (01.01.2021).